# Стівен Йон
Стівен Йон (кор. 연상엽; англ. Steven Yeun; нар. 21 грудня 1983, інший варіант написання: Стівен Ян) — південнокорейський і американський актор, відомий ролями у фільмах «Спалення» (2018), «Minari» (2020), «Окча» (2017) та серіалі «Ходячі мерці» (2010—2016), серіалі «Сварка». Також працював актором озвучування в анімаційних серіалах «Вольтрон: Легендарний захисник», «Final Space», «Trollhunters» та ін.

## Біографія
Йон народився у Сеулі, Південна Корея. Перед переїздом його батько працював архітектором в Південній Кореї. У 1988 родина переїхала у Реджайну, а пізніше у Мічиган. Йон зростав у місті Трой, де у 2001 році закінчив середню школу. У 2005 році він отримав ступінь бакалавра з психології у коледжі Каламазу.

## Фільмографія
| Рік       | Назва               | Роль                       | Пр.              |
| --------- | ------------------- | -------------------------- | ---------------- |
| 2009      | The Kari Files      | Чіп                        | Короткометражний |
| 2009      | Мене звуть Джеррі   | Чез                        |                  |
| 2010      | Carpe Millennium    | Кевін                      | короткометражний |
| 2010      | Blowout Sale        | клієнт                     | короткометражний |
| 2014      | Я — початок         | Кенні                      |                  |
| 2015      | Like a French Film  | Стів                       |                  |
| 2017      | Окча                | K                          |                  |
| 2017      | Хаос                | Дерек Чо                   |                  |
| 2017      | Зірка               | Бо                         | озвучення        |
| 2018      | Sorry to Bother You |                            |                  |
| 2018      | Спалення            | Бен                        |                  |
| 2020      | Мінарі              | Джейкоб Ї                  |                  |
| 2020      | The Humans          | Річард                     |                  |
| 2021      | Невразливий         | Марк Грейсон / Невразливий | озвучення        |
| 2010-2022 | Ходячі мерці        | Гленн                      |                  |
| 2022      | Ноу                 | Рікі «Юп» Парк             |                  |
| 2025      | Міккі-17            | Берто                      |                  |
| 2026      | The RIP             |                            |                  |